# Takajama, Gifu
Takajama (japonsko 高山市, latinizirano: Takajama-ši) je mesto v prefekturi Gifu na Japonskem. Od 1. januarja 2019 je imelo mesto ocenjeno število prebivalcev 88.473 v 35.644 gospodinjstvih in gostoto prebivalstva 41 oseb na km2. Skupna površina mesta je bila 2177,61 kvadratnih kilometrov, zaradi česar je največje mesto po površini na Japonskem. Zaradi visoke nadmorske višine in ločenosti od drugih območij Japonske je bilo območje dokaj izolirano, kar je Takajami omogočilo, da je v približno 300-letnem obdobju razvilo svojo lastno kulturo.

## Etimologija
Mesto je popularno znano kot Hida-Takajama (飛騨高山) glede na staro provinco Hida, da bi se razlikovalo od drugih krajev z imenom Takajama. Ime Takajama pomeni »visoka gora«.

## Geografija
Takajama je v severnem delu prefekture Gifu, v osrčju Japonskih Alp. Hotaka je najvišja točka v mestu s 3190 metri. Mesto ima največje geografsko območje med vsemi občinami na Japonskem.

### Demografija
Po podatkih japonskega popisa je prebivalstvo Takajame postopoma naraščalo v zadnjih 40 letih od 1970–2010.
Prebivalstvo leta 1940 je bilo 60.258 ljudi.
| Leto | Štev. prebivalcev |
| ---- | ----------------- |
| 1940 | 60.258            |
| 1970 | 88.602            |
| 1980 | 95.037            |
| 1990 | 95.859            |
| 2000 | 97.023            |
| 2010 | 95.859            |
| 2020 | 88.473            |

### Podnebje
Mesto ima podnebje, za katerega so značilna vroča in vlažna poletja ter mile zime (Köppnova podnebna klasifikacija Dfa). Povprečna letna temperatura v Takajami je 11,4 °C. Povprečna letna količina padavin je 1776,5 mm, julij pa je najbolj deževen mesec. Temperature so v povprečju najvišje avgusta, okoli 24,4 °C, najnižje pa januarja, okoli −1,2 °C. Ima štiri različne letne čase s širokim razponom temperatur med poletjem in zimo, kar nekoliko spominja na dele severne Japonske in Hokaido. Takajama je del območja z veliko snega na Japonskem (豪雪地帯, gōsecu-čitai), kjer sneži večino dni v zimski sezoni. Takajama in številna druga mesta, ki so izpostavljena Japonskemu morju, doživljajo sneg z učinkom jezera, ki povzroča nekaj najvišjih in najstalnejših snežnih padavin na svetu. Sneg z učinkom jezera nastane v hladnejših atmosferskih razmerah, ko se hladna zračna masa premika čez dolga prostranstva toplejše jezerske vode
Pomlad je kratkotrajna, običajno suha z blagimi temperaturami in veliko sonca. Češnjeve cvetove je v Takajami mogoče videti od sredine do konca aprila, približno tri tedne pozneje kot v Nagoji.
Poletje se začne okoli konca maja do začetka junija. S prihodom deževnega obdobja (梅雨, cuju) je vlažno in mokro, kjer pade veliko padavin. Nato se spremeni v bolj vroč in na splošno manj vlažen konec poletja z dnevnimi temperaturami, ki so običajno višje od 30 °C in občasno višje od 35 °C, skupaj z močnim soncem.
Jesen se bliža sredi oktobra in je kratka ter suha ter hladna z vse manjšo sončno svetlobo. Pisano listje javorjev (紅葉, momidži/kōjō) je na območju Takajame mogoče videti od konca oktobra do prvega tedna novembra.
Zima nastopi okoli začetka decembra in je zmerno dolga, hladna in ledena z visoko količino snežnih padavin letno, ki v povprečju znaša 5,11 metra, kar običajno povzroči nastanek snežnih zametov v zunanjih predelih mesta. Prvi sneg običajno zapade konec novembra in traja do začetka aprila. Najnižje letne temperature v središču mesta padejo vse do –15 °C in občasno čez dan ne dosežejo ledišča.

## Zgodovina
Območje okoli Takajame je bilo del tradicionalne province Hida in je bilo poseljeno že v obdobju Džōmon. V obdobju Sengoku je Kanamori Nagačika vladal območju z gradu Takajama in mesto se je razvilo kot grajsko mesto. V obdobju Edo je bilo območje tenrjō pod neposrednim nadzorom šogunata Tokugava. V katastrskih reformah po obnovi Meidži je bilo ustvarjeno okrožje Ōno v prefekturi Gifu, mesto Takajama pa je bilo ustanovljeno leta 1889 z oblikovanjem sodobnega sistema občin. Takrat je bila najbolj naseljena občina v prefekturi Gifu. 1. novembra 1936 se je Takajama združila z mestom Onada in nastalo mesto Takajama.[14] Takajama je leta 1943 priključil vas Josue in leta 1955 vas Ohachiga. 1. februarja 2005 so mesto Kuguno in vasi Asahi, Kiyomi, Miya, Nyūkawa, Shōkawa in Takane (vse iz okrožja Ōno), mesto Kokufu in vas Kamitakara (obe iz okrožja Yoshiki) sta bili ustvarjeni za združitev in razširitev mesta Takajama. Tako je Takajama postala največje mesto in največja občina na Japonskem po površini.

## Gospodarstvo
Gospodarstvo Takajame močno temelji na pohodništvu, kmetijstvu in obdelavi lesa.

## Pobratena mesta
- Macumoto, prefektura Nagano (ok. 1. novembra 1971)
- Hiracuka, prefektura Kanagava (ok. 22. oktober 1982)
- Ečizen, prefektura Fukui (ok. 22. oktober 1982)
- Kaminojama, prefektura Jamagata (ok. 13. oktober 1988)
- Denver, Kolorado, ZDA (ok. 27. junij 1960)
- Lidžiang, Junan, Ljudska republika Kitajska mesto prijateljstva (ok. 21. marca 2002)
- Kunming, Junan, Ljudska republika Kitajska mesto prijateljstva (ok. 23. aprila 2012)
- Sibiu, Romunija, mesto prijateljstva (ok. 4. septembra 2012)
- Urubamba, Cusco, Peru mesto prijateljstva (ok. 22. avgusta 2013)

## Zanimivosti
Revija Lonely Planet Magazine je to mesto leta 2017 izbrala za eno izmed desetih najboljših popotniških destinacij v Aziji.
- Gora Norikura, mirujoči vulkan, visok 3026 metrov, je vzhodno od Takajame. Avtobus pripelje obiskovalce do točke blizu vrha.
- Žičnica Šin-Hotaka in zdraviliško letovišče Okuhida: obstaja 3200 metrov dolga žičnica s čudovitim razgledom na severne Alpe.
- V osrčju Takajame so stare hiše, ki so kulturni artefakti.[7]
- Takajama ima več jutranjih tržnic blizu reke v središču mesta.
- Hida Minzoku Mura Folk Village je v bližini.
- Takajama je dom enega od treh največjih šintoističnih festivalov na Japonskem. Sta  dva različna festivala. Uporabljeni yatai (nosilnica) je na voljo v Takajama Yatai Kaikan (Takajama Festival Float Exhibition Hall). V bližini je Sakurajama Nikō Kan, razstava replik slavnega Nikovega svetišča Tōšō-gū v merilu 1/10.
- Takajama-ši Kjodo-kan je lokalni zgodovinski muzej z rokodelskimi in tradicionalnimi predmeti.
- Takajama Džindža je zgodovinska vladna hiša in nacionalno zgodovinsko mesto
- Ljudski muzej Kusakabe je lokalni muzej v starem trgovskem domu.
- Hida Kokubun-dži, ustanovljen v obdobju Nara kot provincijski tempelj Hida, je najstarejša stavba v Takajami. Ima trinadstropno pagodo in stoji ob drevesu dvokrpi ginko, ki je staro več kot 1200 let.
- Tempelj in skladišče Ankokudži je starodavna zgradba iz leta 1408, ki je priznana kot nacionalni zaklad.
- Hida Takajama Spa Alp je veliko javno kopališče.
- Svetovno svetišče Su-God, svetovni sedež Sukjo Mahikari (Sukjo pomeni »univerzalna načela« in Mahikari pomeni »resnična luč« - je organizacija s centri v več kot 100 državah.)
- svetišče Hida Tōšō-gū
- Akahogi Tile Kiln Site, nacionalno zgodovinsko območje
- Najdišče Dōnosora, ruševine vasi iz obdobja Džōmon, nacionalno zgodovinsko mesto

- Gorovje Hida
- Reka Mijagawa
- Trgovina s spominki
- Hommači nakupovalna ulica
- Tradicionalna nakupovalna ulica
- Zgodnji sneg
- Hida-no-Sato – ljudska vas jeseni
- Takajama džindža
- Hiša Kusakabe
- tempeljsko območje Higašijama
- Goveji suši, ena izmed priljubljenih jedi za turiste
- Hiraju onsen (Onsen tamago)
- Hiraju onsen
- Hiraju onsen
- Predstavitev nosilnic med Sannō Macuri
- Svetovno svetišče Sukjo Mahikari

## Kultura
- Takajama je znana po lokalni hrani, vključno s sansai (gorska zelenjava), vasakana (rečne ribe), govedino, soba, ramen in sake.
- Poleg slave po mizarskih izdelkih, je Takajama znana tudi po lakiranih izdelkih, keramiki in pohištvu.
- Gorsko mesto Takajama je povezano z amuleti, znanimi kot sarubobos, ki se tradicionalno prenašajo z babic na vnuke in matere na hčere, čeprav se zdaj pogosto prodajajo kot spominki. Mesto in območje Hida sta znana tudi po mizarstvu, njegovi tesarji pa se imenujejo Hida no takumi.
- Okoli vzhodnega dela mesta je tura, imenovana Higašijama pohodna pot (東山歩行道, Higašijama-hokōdō), ki poteka mimo številnih svetišč in templjev do parka Širojama (城山公園, Širojama-kōen).
- Takajama ima vsako leto dva festivala, Sannō Macuri (山王祭り) spomladi in Hačiman Macuri (八幡祭り) jeseni. Ta festivala sta med najbolj priljubljenimi na Japonskem.
- Takajama je bil osnova za nastavitve v anime seriji Hjōka, prilagojeni seriji Classic Literature Club Honobuja Jonezave. Zasnove izmišljenega mesta Kamijama temeljijo na Takajami.